# Kirchenkreis Buxtehude
Der Evangelisch-lutherische Kirchenkreis Buxtehude ist ein Kirchenkreis im Sprengel Stade in der Evangelisch-Lutherischen Landeskirche Hannovers. Er umfasst den Südteil des niedersächsischen Landkreises Stade und entstand 1934 durch die Fusion der Kirchenkreise Bargstedt und Buxtehude; bis 1958 hieß er Kirchenkreis Bargstedt-Buxtehude. Zu ihm gehören etwa 38.000 Gemeindeglieder in elf Kirchengemeinden. Superintendent ist seit 2014 Martin Krarup.

## Kirchengemeinden
- Ev.-luth. Kirchengemeinde Ahlerstedt (Kirche Ahlerstedt)
- Ev.-luth. Kirchengemeinde Apensen (Kirche Apensen)
- Ev.-luth. Primus-Kirchengemeinde Bargstedt (St.-Primus-Kirche)
- Ev.-luth. Kirchengemeinde Bliedersdorf (Katharinenkirche)
- Ev.-luth. St.-Paulus-Kirchengemeinde Buxtehude (St.-Paulus-Kirche)
- Ev.-luth. St.-Petri-Kirchengemeinde Buxtehude (St.-Petri-Kirche)
- Ev.-luth. Martin-Luther-Kirchengemeinde Fredenbeck (Martin-Luther-Kirche)
- Ev.-luth. Kirchengemeinde Harsefeld (St.-Marien-und-Bartholomäi-Kirche)
- Ev.-luth. Kirchengemeinde Horneburg (Liebfrauenkirche) mit Kapellengemeinde Dollern
- Ev.-luth. St.-Petri-Kirchengemeinde Mulsum (St.-Petri-Kirche)
- Ev.-luth. St.-Marien-Kirchengemeinde Neukloster (St.-Marien-Kirche)